# Hernando Siles Reyes
Hernando Siles Reyes (Sucre, 5 de agosto de 1882 — Lima, 23 de novembro de 1942) foi um político boliviano e presidente de seu país entre 10 de janeiro de 1926 e 28 de maio de 1930.

## Carreira
O fundador do Partido Nacionalista, ele logo gravitou em torno da facção saavedrista do Partido Republicano, que havia chegou ao poder em 1920. Escolhido pelo presidente Saavedra para ser seu sucessor em 1926, Siles concorreu com uma chapa que incluía o irmão deste último, Abdon Saavedra, como seu companheiro de chapa na vice-presidência. Essa fórmula venceu as eleições e Siles Reyes tomou posse em agosto de 1926. Logo, ele passou a ser considerado um dos políticos bolivianos mais carismáticos da memória recente, especialmente quando rompeu abertamente com o ex-presidente dominante Bautista Saavedra, e o exilou junto com seu irmão (até então o próprio vice-presidente de Siles). Apesar de tudo isso, o governo de Siles logo se deparou com dificuldades econômicas e políticas associadas aos efeitos de longo alcance do "crash" de 1929. Além disso, seu mandato foi marcado por crescentes tensões diplomáticas com o vizinho Paraguai, que mais tarde levariam à Guerra do Chaco. Muitos outros oponentes foram exilados, dando a Siles algum espaço para respirar, mas as coisas chegaram a um ponto de ruptura quando, em 1930, o presidente tentou aumentar unilateralmente seu mandato, ostensivamente para lidar com a crescente crise econômica e internacional. Isso era tudo o que seus oponentes precisavam e, com um golpe de estado claramente próximo, Siles renunciou em 28 de maio de 1930, deixando seu gabinete no comando. Este último foi derrubado pelo general Carlos Blanco, que em 1931 convocou eleições que foram vencidas por Daniel Salamanca do Partido Republicano-Genuino. Siles viveu o resto de sua vida no exílio, morrendo em Lima em 1942, aos 60 anos.

O filho mais velho de Hernando Siles, Hernán Siles Zuazo , tornou-se presidente constitucional da Bolívia, governando de 1956 a 1960 e novamente de 1982 a 1985. Seu filho mais novo, Luis Adolfo Siles Salinas, foi presidente interino da Bolívia por alguns meses em 1969.